# Minnesota Twins
I Minnesota Twins sono una delle squadre professionistiche di baseball della Major League Baseball (MLB), con sede a Minneapolis, nel Minnesota. Sono membri della Central division della American League.
La squadra nacque col nome di Washington Senators, giocando a Washington dal 1901 al 1960 e vincendo le World Series nel 1924. Nel 1961 la squadra si è trasferita a Minneapolis dove ha vinto le World Series nel 1987 e nel 1991. Dal 2010 gioca gli incontri casalinghi al Target Field. Prima, le partite erano disputate allo Hubert H. Humphrey Metrodome, uno stadio coperto dal tetto gonfiabile.

## Storia

### Panoramica
I Minnesota Twins sono una delle 29 squadre della Major League Baseball con sede nello stato di Minnesota, nella città di Minneapolis, che giocano nella Central Division. Il nome Twins deriva da Twin Cities ("città gemelle"), nome popolare della grande area urbana formatasi attorno alle due città principali dello stato: Minneapolis e Saint Paul.
Dal 1961 al 1981 hanno giocato le proprie partite casalinghe al Metropolitan Stadium e dal 1982 al 2009 al ribattezzato Hubert H. Humphrey Metrodome. Il 12 aprile 2010 hanno giocato la prima partita casalinga nel nuovo Target Field.

### Washington Senators
I Washington Senators trascorsero il loro primo decennio di esistenza in fondo alle classifiche dell'American League. Le loro fortune iniziarono a mutare con l'arrivo del lanciatore diciannovenne Walter Johnson nel 1907. Johnson esplose nel 1911 con 25 vittorie, anche se i Senators terminarono al settimo posto. Nel 1912 la squadra migliorò la squadra drasticamente, guidando la lega in media PGL (ERA) e strikeout. Johnson vinse 33 partite mentre il compagno di squadra Bob Groom altre 24, lanciando i Senators al secondo posto. La squadra continuò a giocare bene nel 1913, con Johnson che vinse un massimo in carriera di 35 partite, finendo nuovamente al secondo posto. Washington ebbe però un altro periodo di declino nel decennio successivo. Dopo una serie di stagioni mediocri, un ringiovanito Johnson si riprese nel 1924 vincendo 23 partite e i Senators vinsero il loro primo pennant dell'American League della loro storia.
I Senators affrontarono i favoriti New York Giants di John McGraw nelle World Series 1924. La serie si protrasse fino a gara 7, dove Washington si trovò in svantaggio per 3 a 1 nell'ottavo inning, riuscendo però a rimontare e a vincere il suo primo titolo Queste sarebbero state le uniche World Series conquistate durante i sessant'anni della franchigia a Washington.

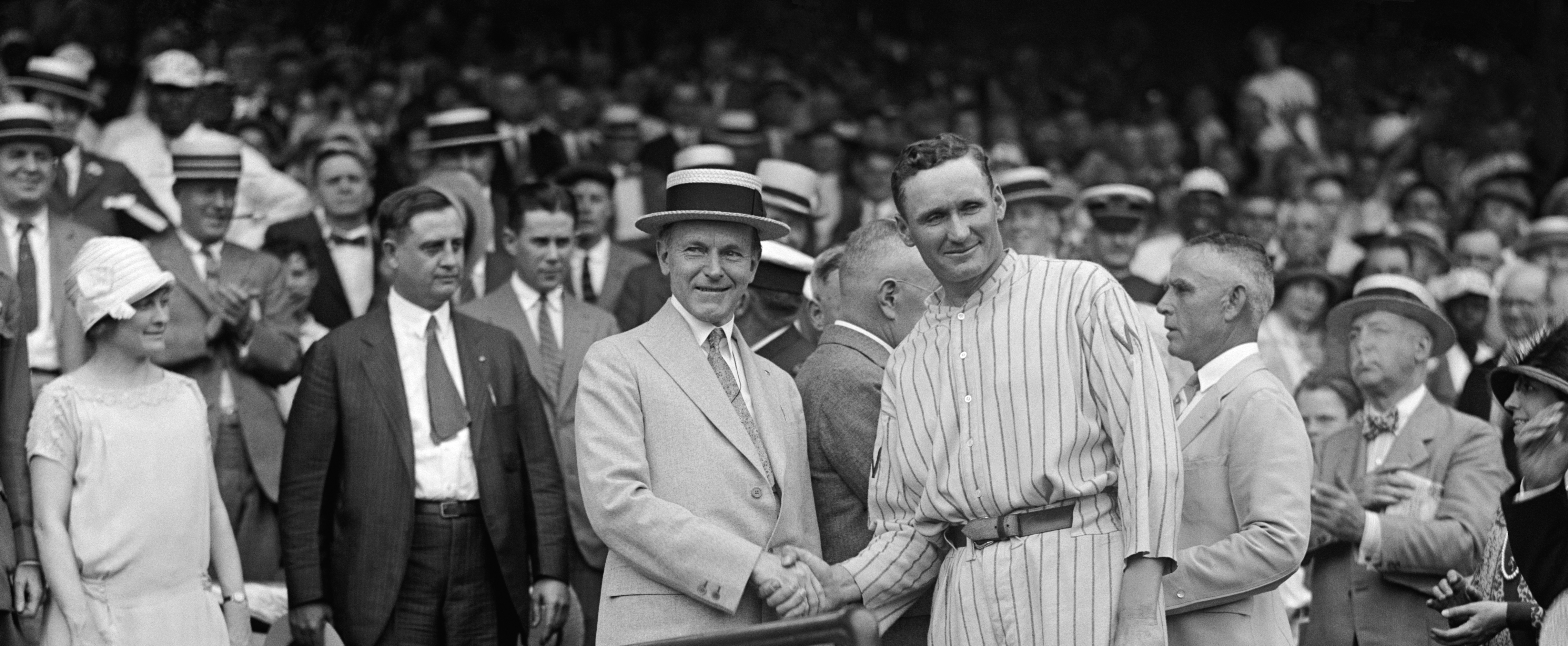
Il Presidente Calvin Coolidge (sinistra) e il lanciatore dei Washington Senators Walter Johnson (destra) dopo la vittoria dei Senators del titolo del 1924

L'anno successivo, il club vinse di nuovo il pennant dell'American League ma fu sconfitto nelle World Series del 1925 contro i Pittsburgh Pirates. Dopo il ritiro di Walter Johnson nel 1927, fu assunto come manager dei Senators. Dopo alcune stagioni negative, la squadra tornò a competere per il titolo nel 1930. Nel 1933, il proprietario Clark Griffith ritornò alla formula che aveva funzionato con se stesso nove anni prima: il ventiseienne interbase Joe Cronin fu nominato allenatore-giocatore. I Senators ebbero un record di 99–53 e vinsero la AL con sette gare di vantaggio sui New York Yankees, venendo però sconfitti nelle World Series dai Giants. Dopo tale sconfitta, la squadra precipitò al settimo posto e l'affluenza allo stadio iniziò a calare. Malgrado il ritorno di Harris come manager nel periodo 1935–42 e di nuovo nel 1950–54, Washington fu per la maggior parte delle 25 stagioni consecutive una franchigia perdente. Nel 1954, i Senators firmarono il futuro membro della Hall of Fame Harmon Killebrew, il quale nel 1959 guidò la lega con 42 fuoricampo.
Dopo la morte di Griffith nel 1955, il nipote Calvin ereditò la presidenza della squadra. Questi vendette il Griffith Stadium alla città di Washington, dando adito alle speculazioni sul possibile trasferimento della squadra. Nel 1957, dopo dei contatti con la città di San Francisco (dove alla fine della stagione si sarebbero trasferiti i New York Giants), Griffith iniziò delle trattative con le città di Minneapolis–St. Paul. L'American League inizialmente si oppose al trasferimento, che fu però finalizzato nel 1960. I Washington Senators divennero così i Minnesota Twins.

### I Minnesota Twins

Logo della franchigia in uso dal 1987 al 2009

I Twins vennero bene accolti nel Minnesota quando vi giunsero nel 1961. Essi portarono un nucleo di giocatori di talento: Harmon Killebrew, Bob Allison, Camilo Pascual, Zoilo Versalles, Jim Kaat, Earl Battey e Lenny Green. Tony Oliva, che vinse il titolo di miglior battitore della AL nel 1964, 1965 e 1971, fece il suo debutto nel 1962. Quell'anno, i Twins vinsero 91 gare, il loro massimo dal 1933. Grazie alle 21 vittorie di Mudcat Grant, Versalles che fu premiato come MVP della lega e il titolo di miglior battitore di Oliva, i Twins vinsero 102 gare il pennant della American League 1965, ma furono sconfitti nelle World Series dai Los Angeles Dodgers in sette partite.
Negli anni settanta, la squadra ebbe otto stagioni consecutive con più sconfitte che vittorie, mentre Killebrew se ne andò dopo il 1974. Il proprietario Calvin Griffith ebbe difficoltà finanziarie con l'inizio della free agency, costando alla squadra diversi giocatori di valore. Nel 1975, Rod Carew vinse il quarto titolo consecutivo di miglior battitore della AL,, dopo avere già raggiunto Ty Cobb quale unico altro giocatore ad avere guidato la MLB in media battuta per tre anni consecutivi. Nel 1977, Carew batté con .388, la più alta percentuale nel baseball dal .406 di Ted Williams dei Boston Red Sox nel 1941. Per quelle prestazioni fu premiato come MVP della lega. Nel 1978 vinse un altro titolo di miglior battitore, con .333.
Il miglior periodo di successi avvenne a cavallo di metà anni ottanta e inizio anni novanta quando in squadra c'erano giocatori del calibro di Kent Hrbek, Bert Blyleven, Frank Viola e Kirby Puckett che riuscirono a vincere la loro seconda e terza World Series.

## Giocatori importanti

### Membri della Baseball Hall of Fame
| Come Washington Senators |      |                |      |
| Giocatore                | Anno | Giocatore      | Anno |
| Stan Coveleski           | 1969 | Whitey Herzog  | 2010 |
| Joe Cronin               | 1956 | Walter Johnson | 1936 |
| Ed Delahanty             | 1945 | Heinie Manush  | 1964 |
| Rick Ferrell             | 1984 | Sam Rice       | 1963 |
| Lefty Gomez              | 1972 | Al Simmons     | 1953 |
| Goose Goslin             | 1968 | George Sisler  | 1939 |
| Clark Griffith           | 1946 | Tris Speaker   | 1937 |
| Bucky Harris             | 1975 | Early Wynn     | 1972 |

| Come Minnesota Twins |      |               |      |
| Giocatore            | Anno | Giocatore     | Anno |
| Bert Blyleven        | 2011 | Jack Morris   | 2018 |
| Rod Carew            | 1991 | Paul Molitor  | 2004 |
| Steve Carlton        | 1994 | Kirby Puckett | 2001 |
| Harmon Killebrew     | 1984 | Dave Winfield | 2001 |
| Joe Mauer            | 2024 |               |      |

Nota
I giocatori in grassetto sono riprodotti nella Hall of Fame con la divisa dei Senators/Twins.

### Numeri ritirati
| Harmon Killebrew Ritirato nel 1975 | Tony Oliva Ritirato nel 1991 | Joe Mauer Ritirato nel 2019 | Tom Kelly Ritirato nel 2012 | Kent Hrbek Ritirato nel 1995 | Bert Blyleven Ritirato nel 2011 | Rod Carew Ritirato nel 1987 | Kirby Puckett Ritirato nel 1997 | Jim Kaat Ritirato nel 2022 | Jackie Robinson (MLB) Ritirato nel 1997 |

## Affiliate nella Minor League
| Livello | Team                      | League                  | Locazione                         |
| ------- | ------------------------- | ----------------------- | --------------------------------- |
| AAA     | St. Paul Saints           | Triple-A East           | Saint Paul, Minnesota             |
| AA      | Wichita Wind Surge        | Double-A Central        | Wichita, Kansas                   |
| A+      | Cedar Rapids Kernels      | High-A Central          | Cedar Rapids, Iowa                |
| A-      | Fort Myers Mighty Mussels | Low-A Southeast         | Fort Myers, Florida               |
| Rookie  | FCL Twins                 | Florida Complex League  | Fort Myers, Florida               |
| Rookie  | DSL Twins                 | Dominican Summer League | Boca Chica, Repubblica Dominicana |